# Parodia columnaris
Parodia columnaris är en kaktusväxtart som beskrevs av Martín Cárdenas Hermosa. Parodia columnaris ingår i släktet Parodia och familjen kaktusväxter. Inga underarter finns listade i Catalogue of Life.

## Bildgalleri

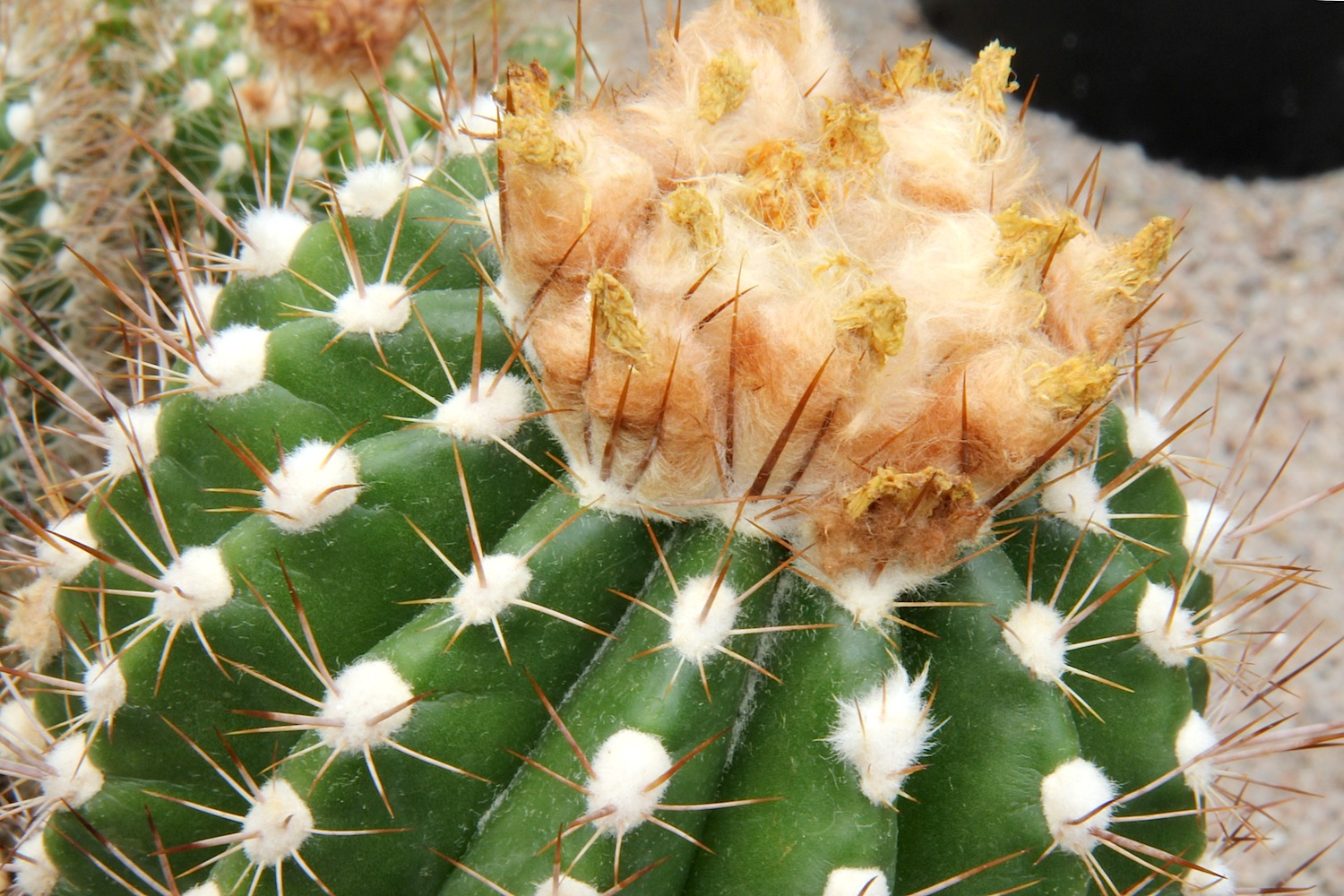